# Terwestbrug
De Terwestbrug is een ophaalbrug over de Moervaart in Moerbeke.

## Geschiedenis
De brug dateert uit het interbellum en werd omstreeks 1945 hersteld en gedeeltelijk vervangen na oorlogsschade uit de Tweede Wereldoorlog. De brug werd in 2001 beschermd als monument.